# Süleyman Pasha (figlio di Orhan I)
Ghazi Süleyman Pasha (1306 – Bolayır, 1357) è stato un principe ottomano, figlio maggiore del secondo sovrano ottomano Orhan I.

## Biografia
Süleyman Pasha nacque nel 1306 come figlio maggiore del sovrano ottomano Orhan I. Sua madre era la consorte Efendize Hatun,  sebbene la tradizione indichi invece madre la concubina Nilüfer Hatun, che sarebbe poi divenuta madre anche del successore di Orhan, Murad I. In realtà, Nilüfer entrò nell'harem solo nel 1325, vent'anni dopo la nascita di Süleyman.
Abile guerriero, al punto da meritare l'epiteto di Ghazi, fu scelto da suo padre per guidare una serie di campagne di espansione verso la Tracia, il cui risultato più notevole fu la conquista della Rumelia, il cui merito viene attribuito a Süleyman, che divenne noto come il "Conquistatore della Rumelia".
Iniziò la sua carriera militare nella presa di Iznik (Nicea) nel 1331, per poi guidare la conquista del Principato di Karesioğulları nel 1335 e di Izmit (Nicomedia) del 1337, tutti territori di cui venne nominato governatore. Fra il 1349 e il 1354 guidò le forze ottomane in aiuto di Bisanzio contro i serbi e i bulgari, conquistando in particolare Gallipoli e Ankara e le loro regioni, approfittando di un forte terremoto e della morte di Alaeddin, locale signore degli Eretnidi. Non riuscì a prendere d'assedio Sofia, ma ne uccise il comandante, Ivan Asen, figlio dell'imperatore Ivan Alessandro.
In seguito, nel 1355, guidò un esercito ottomano attraverso i Dardanelli e conquistò la Rumelia, uccidendo un secondo figlio di Ivan Alessandro, Michele, e in cui insediò un gran numero di famiglie fatte venire appositamente dall'Anatolia e fornendo una base per la futura espansione dell'Impero ottomano.
Morì nel 1357, a causa di una caduta da cavallo mentre cacciava col falcone fra Bolayır e Seydikavağı, poco dopo il rapimento del suo fratellastro Halil a opera dei pirati genovesi. Venne sepolto a Bolayır per ordine di Orhan, malgrado in precedenza Süleyman si fosse fatto costruire un mausoleo a Yenişehir, Bursa.
Oltre che come guerriero, è ricordato per le sue costruzioni religiose e benefiche nei territori da lui amministrati: costruì mense per i poveri, moschee, madrase, caravanserragli e scuole a Bursa, Göynük, Geyve, Akyazı, İzmit, İznik e Gelibolu.

## Famiglia

### Consorti
Süleyman Pasha aveva due consorti note:
- Selçuk Hatun, figlia di Seyyd Hüseyin Çelebi.
- Gülbahar Hatun, figlia di Kötürüm Bayezid di Candar.

### Figli
Süleyman Pasha aveva almeno tre figli:
- Ishak Bey, governatore di Rumelia.
- Nasir Melik Bey. Annegò a Bolayır durante una spedizione ad Akça Liman coi suoi fratelli, sotto il comando di Ece Bey.
- Ismail Bey, governatore di Rumelia.

### Figlie
Süleyman Pasha aveva almeno due figlie:
- Efendize Hatun (morì nel luglio 1397 e fu sepolta nel cimitero della moschea Imaret ad Akşehir).
- Fülane Sultan Hatun (morta del 1395, sepolta nel suo mausoleo a Sinop), sposò Süleyman II di Candar, fratello di Gülbahar Hatun, e fu madre di Isfendiar Bey. Ebbe anche una figlia che sposò Murad I, fratellastro minore di Süleyman.